# Креативный учёт
«Творческий» или Креативный учёт (англ. creative accounting) ― совокупность законных методов, посредством которых бухгалтер, используя свои профессиональные знания, повышает привлекательность финансовой отчётности для заинтересованных лиц и снижает налоговое бремя для компании, на которую работает.
Также это принято считать операциями учетного характера, имеющими целью представление имущественного и финансового положения фирмы в желаемом или целесообразном ракурсе, причем подобное приукрашивание не обязательно находится в рамках действующих регулятивов.
С подачи отечественного теоретика и историка счетоведения Я. В. Соколова в России стране «творческий» учёт нередко рассматривается в качестве самостоятельного элемента в информационной структуре бухгалтерского учёта ― элемента, существующего и применяемого наряду с такими более привычными элементами, как налоговый учёт, управленческий учёт, учёт на малых предприятиях и так далее.

## История «творческого» учёта
Периодизация истории «творческого» учёта чётко обособляет в его развитии 3 главные фазы: (1) фаза цифровых манипуляций; (2) фаза вуалирования баланса; и (3) фаза собственно бухгалтерского творчества.

### Фаза цифровых манипуляций
Фаза цифровых манипуляций занимает по времени интервал от зарождения письменного учёта (предположительно около 9000 лет назад, с появлением первых глиняных учётных бирок на Ближнем Востоке) до рубежа XIX―XX вв. Данная фаза исключала существование творческого учёта, поскольку любые манипуляции с числами в ту эпоху преследовали цель утаивания дохода любыми способами, подчас нечестными, от фискальных органов. Причиной отсутствия потребности в креативном учёте в те времена необходимо признать недостаточное и несовершенное законодательное регулирование счетоводства, в силу чего в ведении торговых книг допускался значительный произвол. Произвольное оперирование сведениями о результатах финансовой деятельности, свойственное описываемой эпохе, позволяло применять широкий спектр методов по искажению учётных записей.
Следующим фактором, препятствовавшим зарождению креативного учёта, необходимо назвать недостаточно широкое распространение диграфического счетоводства, то есть счетоводства, опирающегося на двойную запись и использующего строго определённые формы подачи информации (так наз. формы бухгалтерского учёта). Несмотря на то что двойная запись достоверно использовалась ростовщиками и крупными торговцами в независимых городах Италии с XIII века, а в XVI веке стала известна во многих европейских государствах, тем не менее большинство хозяйств, включая ряд крупнейших европейских предприятий, едва ли не до конца XIX века избегали ведения диграфического счетоводства, предпочитая использовать хаотические, разрозненные записи по упрощённой системе, близкой к современному российскому учёту у индивидуальных предпринимателей.
В этой связи немецкий экономист Вернер Зомбарт в своих работах по истории капиталистического способа производства подчеркивал отсутствие желания и умения грамотно и аккуратно вести счета: «Перелистывая записи какого-нибудь Тельнера, Гельдерсена, Виттенборга, Руланда, с трудом представляешь себе, что авторы были видными купцами своего времени. Всё их счетоводство заключалось в беспорядочном вписывании сумм покупок и продаж, какое мы встречаем, например, у мелких лавочников наших маленьких провинциальных городов».
Кроме того, в описываемую эпоху отсутствовала видимая потребность приукрасить учётную информацию, счетовод не принимал участия в работе над имиджем фирмы; понятие деловой репутации хотя и существовало, оно не расценивалось как актив, то есть как нечто имеющее реальную стоимость и создаваемое в процессе хозяйственной деятельности, в том числе посредством рекламных технологий. Напротив, такому восприятию деловой репутации (гудвилла в современном понимании) препятствовал институт коммерческой тайны, который в первую очередь распространялся на ведение торговых книг. «Никто и ни под каким предлогом не вправе требовать, чтобы открыты были купеческие книги составляющие ненарушимую коммерческую тайну», ― говорится по этому поводу в ст. 529 Устава Торгового, изданного в 1857 года (Свод законов Российской империи, т. XI ч. II). Выдающийся дореволюционный юрист Г. Ф. Шершеневич касательно уголовных и гражданских последствий за неведение торговых книг отмечает: «Практика наша не знает уголовного преследования купца за неведение книги не только в четвертый, но даже в первый раз, потому что проступок этот не может обнаружиться для посторонних глаз».

### Фаза вуалирования баланса
Фаза вуалирования баланса наступает в конце XIX века, когда в мировой экономике начинается эпоха крупных монополистических объединений, включая транснациональные корпорации (ТНК). Обороты этих организаций и их союзов значительно превосходили обороты крупнейших торговых домов старой Европы, что требовало использовать двойную бухгалтерию, в том числе и для проверки надёжности партнеров по бизнесу. Специфика управления отныне предполагала возможность быстрого выведения капиталов монополии с одного рынка и переброски их на другой рынок, и тем самым создавались предпосылки для возникновения и укрепления института инвесторов. Повышение активности фондовых торгов, в особенности в связи с изобретением всё новых и новых финансовых инструментов, предоставило калькуляторы (пусть пока ещё довольно примитивные) для исчисления стоимости компаний, включая их деловую репутацию.
Этот переворот в капиталистических отношениях привёл к тому, что стало меняться само содержание учётной деятельности. Бухгалтерская наука отреагировала на перечисленные перемены созданием балансоведения, в рамках которого начались жаркие дискуссии по поводу наилучшего представления данных в финансовой отчётности. Одной из наиболее важных фигур в борьбе за оптимальную балансовую теорию являлся швейцарский учёный, основоположник немецкого балансоведения проф. Иоганн Фридрих Шер (1846―1924), выступивший автором ряда балансовых уравнений. И. Ф. Шер первым понял судьбу баланса и прочих форм отчётности в жизни крупных компаний, отчего сформулировал понятие вуалирования баланса в интересах бизнеса и предсказал данной учётной процедуре блестящую будущность в своём классическом сочинении «Бухгалтерия и баланс».
Отталкиваясь от тезиса о том, что «баланс ― это совесть бухгалтера», Шер изложил в названном выше труде суть развитого им учения о «вуалировании и фальсификации баланса» как средства деловой политики, обеспечивающего нужное для предприятия «распределение света и теней» в балансе. Учёный описал следующий комплекс подходов творческого учёта:
- отсутствие чёткого расчленения некоторых статей отчётности;
- соединение разнородных имущественных ценностей;
- представление в общих итоговых суммах разнородных ценностей;
- разложение статей, составляющих одно целое;
- компенсирование статей актива статьями пассива.

Главным образом проф. Шер предлагал обыгрывать феномен неопределенности бухгалтерского учёта: «Самая балансовая терминология вообще столь произвольна и неясна, что можно без особых трудностей сознательно использовать эту неясность в целях вуалирования. Названия часто охватывают не только совершенно неопределённые понятия, но нередко одно и то же выражение может употребляться в совершенно различном смысле».

### Фаза собственно бухгалтерского творчества
С начала 1960-х годы Организацией Объединённых Наций (ООН) инициирован процесс перевода отчетности компаний на международные стандарты. Этот процесс привел первоначально к формированию национальных систем бухгалтерских стандартов в период с 1970 по 1975 год (преимущественно в странах с англосаксонской моделью учёта). Повсеместное распространение стандартов финансовой отчетности в развитых странах с рыночной экономикой вызвало смену фазы вуалирования баланса на фазу собственно бухгалтерского творчества в середине 1980-х годов.
Бухгалтерская неопределённость в условиях жёсткого законодательного регулирования учёта и применения стандартов счетоводства заметно снизилась, что уменьшило произвол в деятельности учётного работника. Именно тогда сложился творческий учёт в его современном понимании, то есть как инжиниринг экономической информации, согласованный с общепринятыми бухгалтерскими принципами. Отныне творческий подход учётчика представляет собой лавирование между стандартами, выбор наиболее удобных для конкретного бизнеса положений по ведению бухучёта и закрепление выбранной стратегии в учётной политике компании.
Непосредственно моду на термин «креативный учёт» ввёл в 1986 года британский журналист, экономический обозреватель Йэн Гриффитс, озаглавивший так своё исследование, в котором изложил следующие взгляды на проблематику творческого учёта: «Любая компания в нашей стране играет на прибыль. Любая публичная отчётность основывается на регистрах, которые были слегка подправлены или же полностью переправлены. Цифры, которые дважды в год скармливаются сообществу инвесторов, изменены все до единого, чтобы защитить виновника. Это самая большая уловка со времён троянского коня… Фактически такой обман не лишён безупречного вкуса, ведь он полностью законен. Это ― креативный учёт». (До указанного периода термин «креативный учёт» использовался в ироничном значении, именно так он впервые был озвучен в фильме М. Брукса «Продюсер», 1968 г.)

## Цели и методы креативного учёта
Цели креативного учёта разнятся в государствах с разным уровнем экономического развития и различными системами счетоводства. В Российской Федерации, как и многих других странах периферийного капитализма, творческий учёт слабо развит и ограничивается главным образом применением «белых» налоговых схем, то есть законных способов уменьшения налогового бремени.
Развитые рыночные страны, обладающие максимально благоприятным инвестиционным климатом, отличает наличие у творческого учёта иной цели ― улучшения показателей финансовой отчётности ради привлечения инвесторов и кредиторов. Максимальные возможности для применения творческих технологий открыты счетоводам преимущественно на родине креативного учёта ― в государствах с англосаксонской моделью бухгалтерии, которую отличает широта допустимых способов составления отчётности и относительно слабое (в сравнении с континентальной моделью) законодательное регулирование.
Цель креативного учёта реализуется в условиях развитой рыночной экономики в ходе решения следующих задач:
- Сглаживание доходов, то есть такое изображение реального роста прибыли, когда этот рост кажется протекающим без спорадических колебаний, включая кратковременные падения уровня доходов, что может насторожить инвестора. Противники креативного учёта отмечают, что сглаживание доходов невыгодно маскирует долгосрочные тенденции в изменении прибыли. Разновидностью сглаживания доходов является метод «большой ванны[англ.]» (англ. big bath accounting): искусственное преувеличение убытков текущего года, чтобы рост прибылей в последующие годы, на которые запланировано привлечение инвесторов, показался бы особенно впечатляющим.
- Предсказуемость доходности, то есть такое изображение доходов, при котором они не только сглажены, но и максимально приближены к показателям, прогнозируемым штатными и внешними экспертами. Мнимая предсказуемость доходности создает эффект, будто компания в полной мере отвечает ожиданиям и ни разу не обманула инвесторов.
- Маскировка финансовых трудностей, то есть единовременное мнимое повышение доходов в период временных затруднений, чтобы за «дымовой завесой» крупной выручки скрыть возникшие проблемы и поддержать тем самым репутацию и популярность компании.
- Маскировка объёма заёмных средств, то есть временное искусственное уменьшение в отчетности доли заёмных средств в капитале компании, с тем чтобы успешнее регулировать котировку акций.
- Маскировка инсайдерских сделок, то есть временное сокрытие сведений об определенных контрактах и их финансовых последствиях ради достижения максимального эффекта от оглашения этих сведений при продаже акций.

Специальными исследованиями методика креативного учёта подразделяется на четыре категории. Первую категорию представляет выбор различных учётных технологий из числа предусмотренных бухгалтерскими стандартами. Например, выбор способа амортизации основных средств, способа принятия к учёту закупленных ценностей (FIFO и LIFO), способа расчёта расходов и т. д. Полный комплекс выбранных компанией учётных технологий утверждается учётной политикой и не подлежит изменениям в течение определенного срока (как минимум ― одного налогового периода), что продиктовано принципом постоянства бухгалтерского учёта.
Вторая категория представлена вариабельностью оценки активов и обязательств. Определённые бухгалтерские записи неизбежно предполагают вариабельность оценки и, в особенности, предсказания последующих колебаний стоимости учётного объекта. Сказанное хорошо заметно на примере переоценки финансовых инструментов и ценных бумаг. Другим случаем выступают бартерные сделки с использованием трансфертных цен, когда использование сторонами сделки максимально возможной рыночной цены на обмениваемый товар в документации позволяет оптимизировать величину налога на добавочную стоимость (НДС) и завысить расходы, уменьшающие налогооблагаемую прибыль, при сохранении прежней платёжеспособности.
Третьей категорией оказываются искусственные (нарочитые) сделки, в которых чаще всего присутствует в качестве посредника третье лицо ― обычно банк, которому передаются обязательства одной из сторон. Искусственные сделки призваны изменить структуру баланса и переместить суммы прибыли между разными налоговыми периодами.
И, наконец, четвёртая категория включает в себя реальные (подлинные) сделки, но заключаемые в такой момент и с таким расчётом, чтобы в итоге происходило улучшение финансовой отчётности, поскольку это позволяет произвести благоприятное впечатление на инвесторов.

## Этические проблемы креативного учёта
В целом отношение большинства крупных исследователей к проблеме творческого учёта довольно негативное, сегодня найдется мало экономистов, которые бы поддержали энтузиазм проф. И. Ф. Шера. Уже на заре исследований в сфере креативного учёта многие эксперты усматривали в нём разновидность узаконенного мошенничества. В частности, один из ранних авторов по означенному предмету, М. Джеймсон (1988) писал: «Бухгалтерское дело предполагает необходимость иметь дело с разнообразными суждениями и решать противоречия между предоставлением результатов финансового события и сутью сделок… Такая гибкость открывает возможности для манипуляций, обмана и искажений. Подобные нарушения ― практикуемые наименее щепетильными представителями бухгалтерской профессии ― ныне стали известны как „креативный учёт“».
Активизация работ над созданием кодекса бухгалтерской этики, в первую очередь в США, знаменует собой попытку искоренить подобные злоупотребления силами самого учётного сообщества. Современный мейнстрим деловой этики противоположен «гипотезе выборочного искажения финансовых документов» (selective financial misrepresentation hypothesis), сформулированной в 1991 г. Л. Ривсайном и оправдывающей приукрашивание баланса по той причине, что платных менеджеров нанимают ради авантюр, отчего те обязаны отрабатывать свои деньги, предпринимая бухгалтерские авантюры в рамках закона.
В этом плане большой оптимизм у бухгалтерских ассоциаций вызывает опыт Новой Зеландии, где система бухгалтерских стандартов и законодательное регулирование учёта в совокупности с деятельностью саморегулирующихся организаций счетоводов предельно снизили возможности для использования технологий творческого учёта.